# المؤتمر التقويمي الألماني لعام 1901
المؤتمر (بالألمانية: Zweite Orthographische Konferenz)‏ لعام 1901 (مؤتمر برلين الثاني ؛ (بالألمانية: Zweite Orthographische Konferenz)‏ أو II. Orthographische Konferenz II. Orthographische Konferenz ) في برلين من 17 إلى 19 يونيو 1901. أصبحت نتائج المؤتمر رسمية في الإمبراطورية الألمانية عام 1902.    اعتمد التهجئة الألمانية الموحدة التي نتجت عن المؤتمر إلى حد كبير على تهجئة المدرسة البروسية، ولكن أيضًا على المؤتمر الإرشادي لعام 1876.
إزالة نتائج المؤتمر العديد من الأشكال المختلفة الموجودة. بعد فترة وجيزة من المؤتمر، تم انتقاد نتائجه من قبل الناس [من؟] الذين اعتقدوا أنه يجب إجراء المزيد من التغييرات. [بحاجة لتوضيح]
تم استخدام التهجئة في ألمانيا والنمسا وسويسرا، بصرف النظر عن استبدال ẞ مع ss في سويسرا في السنوات اللاحقة. ال Erziehungsrat des Kantons Zürich أوقف تعليم ß في المدارس في عام 1935 مع كونتون زيورخ هو أول من فعل ذلك، و نويه تسوريشر تسايتونغ كما توقفت آخر صحيفة سويسرية عن استخدام ß في عام 1974. ومع ذلك، لا يزال بعض ناشري الكتب السويسريين يستخدمون ß.  
لم يتم تغيير الإملاء الألماني بإصلاح في عام 1996 إلا بعد 95 عامًا.